# Richard Dybeck
Richard Dybeck (1811–77) est un juriste, antiquaire suédois, et auteur des paroles de l'hymne non officiel de la Suède (Du gamla, du fria),.